# Afrikai Függetlenségi Párt
Az Afrikai Függetlenségi Párt (francia: Parti Africain de l’Indépendance; PAI) politikai párt volt 1963 és 1999 között. Először Felső-Voltában, később Burkina Fasóban. A pártot Phillipe Ouédraogo alapította. Az 1983-ban kezdődő forradalom idején Thomas Sankara lett az elnöke a pártnak.
Az 1992-es parlamenti választásokon a kormánypárti Népfront része volt, két mandátumot szerzett.             
1999-ben a PAI feloszlott. Utolsó vezetője Soumane Touré volt. A PAI-nak az utódpártja a Demokrácia és Szocializmus Pártja (PDS) lett. A PDS a 2002-es választásokon a mandátumok 1,7%-át szerezte meg, 111 mandátumból kettőt.